# Kodjo Eboucle
 (novembre 2020).
Kodjo Eboucle est un acteur ivoirien né le 13 janvier 1946  dans la commune d'Adjamé à Abidjan, en Côte d'Ivoire et mort le 27 septembre 1999.

## Biographie

### Enfance et études
Entre 1956 et 1963, il fait le cycle primaire dans la ville de Grand-Lahou. Il se déplace à Dimbokro pour le secondaire de 1964 à 1967.
Il fait le choix du théâtre pour ses études supérieures et s'inscrit à l'INA (actuel INSAAC) en 1968. Il prend le vol pour la France en 1972 pour un stage d'un an à l'École supérieure d'art dramatique de Strasbourg en France.

### Carrière
La carrière artistique de cet acteur débute très tôt. Il joue dans le cadre de ses études, dans de nombreuses pièces montées par la troupe de l'INA dont Le lion ou la perle de Wole Soyinka, L'œil de Bernard Zadi, Thôgô-Gnini et Béatrice du Congo de Bernard Dadié, La tragédie du roi Christophe d'Aimé Césaire...
Intéressé aussi par la télévision, il présente de nombreux sketchs dans l`émission Palabres sous le baobab. Il joue également au cinéma, souvent les beaux rôles comme dans le court métrage Amanie de Roger Gnoan M'Bala (1972), Abusuan de Henri Duparc (1972) et dans le long métrage burlesque Ablakon (1985) de Roger Gnoan M'bala. Il obtient deux prix de la meilleure interprétation masculine au Fespaco en 1985 et aux Journées cinématographiques de Carthage en 1986 en interprétant, le rôle d'un faux aviateur escroc.
Il devient professeur de théâtre « expression corporelle » et metteur en scène à l’INA et à l'INSAAC.
Il est le premier régisseur de film ivoirien, participant à ce titre à la réalisation de nombreux films dont Les guérisseurs et Tanoé des lagunes de Sidiki Bakaba, et L'aventure ambiguë de Jacques Champreux.
Il meurt le 27 Septembre 1999.

## Distinctions
Kodjo Eboucle reçoit plusieurs prix et récompense nationale tout au long de sa carrière :
- 1990 : Officier de l’Ordre du mérite culturel ivoirien[2],[3].

### Récompenses
- FESPACO 1985 : meilleure interprétation masculine pour Ablakon
- Journées cinématographiques de Carthage 1986 : meilleure interprétation masculine Ablakon
- Concours panafricain de court métrage Festival Clap Ivoire : Grand Prix Kodjo Eboucle[4]

## Théâtre
- 1970 : Le lion ou la perle[5] de Wole Soyinka
- 1970 : L'Œil de Bernard Zadi Zaourou
- 1971 : Thôgô-Gnini[6] de Bernard Dadié
- 1971 : La Tragédie du roi Christophe d' Aimé Césaire
- 1972 : Béatrice du Congo[7] de Bernard Dadié

## Filmographie
- 1972 : Amanie (court-métrage)[8]
- 1972 : Abusuan film de Henri Duparc
- 1986 : Ablakon film de Roger Gnoan M'Bala

## Postérité
Les organisateurs du concours panafricain de court métrage Clap Ivoire, ont décidé de rendre hommage à Kodjo Ebouclé décédé le 27 Septembre 1999, en attribuant son nom au Grand Prix de ce concours, dès la première édition en 2002.
Une des salles du palais de la culture en Côte d'Ivoire porte le nom Kodjo Ebouclé en mémoire de sa carrière. 